# Koen Peeters
Koen Peeters (Turnhout, 9 maart 1959) is een Vlaams schrijver.

## Biografie
Koen Peeters is een van de vijf zoons van volksvertegenwoordiger Renaat Peeters. In 1977 ging hij communicatiewetenschappen studeren aan de Katholieke Universiteit Leuven, aangevuld met een postgraduaat sociale en culturele antropologie in 1981. Na zijn studies werkte hij in verschillende bedrijven. Hij debuteerde als schrijver in 1988 maar bleef al die tijd gewoon werken. In 1995 ging hij aan de slag bij de sponsordienst van CERA-Bank en bleef na de fusie met KBC Groep aan boord in diverse functies. Sinds januari 2018 is hij voltijds schrijver. Peeters woont in Heverlee, is gehuwd en heeft drie kinderen.

## Werk
In 1988 verscheen zijn debuutroman Conversaties met K., een losse collectie Belgische anekdotes. Het hoofdpersonage was Robert Marchand. Deze keerde ook in latere romans terug. In 1991 werd Bezoek onze kelders genomineerd voor de NCR Literatuurprijs. In 1994 kreeg hij deze prijs (AT&T literair ondertussen) effectief voor De postbode. Zijn verteltoon is zakelijk-ironisch, hoewel er in zijn boeken ook plaats is voor weemoed en nostalgie.
In 1996 verscheen Het is niet ernstig, mon amour, een roman over een viertal vrienden à la Titaantjes die volwassen worden en de wereld willen veroveren. Een jaar later schreef Peeters samen met Kamiel Vanhole (auteur van onder meer de roman Overstekend Wild), de novelle Bellevue, Schoonzicht, of De kunst van het wandelen. Het is een verslag van een wandeling door industrieel Brussel, een oefening in anarchisme en burgerlijkheid.
In Acacialaan (2001) ging hij op zoek naar de straten waar Louis Paul Boon ooit woonde. In zijn werk Mijnheer sjamaan (2004) rekende hij af met new age in onze samenleving, maar bekende dat hij als schrijver een modern sjamaan wil zijn. Eind 2006 verscheen met Fijne motoriek zijn poëziedebuut. In 2007 liet Peeters zich inspireren door Europa in zijn Grote Europese Roman die werd vertaald in het Sloveens, Italiaans, Bulgaars en Hongaars. In 2009 verscheen De Bloemen.
In 2012 verscheen Duizend heuvels waarin hij een beeld schetst van Rwanda. Voor De mensengenezer (2017), over een West-Vlaamse boerenzoon die intreedt in een streng klooster en uiteindelijk in Congo belandt waar hij gefascineerd raakt door genezingsrituelen van de Yaka, baseerde hij zich op het leven van antropoloog-psychoanalyticus René Devisch.
In Kamer in Oostende (2019) vertelt Peeters over de jarenlange vriendschap van een schrijver en een schilder, die elkaar telkens ontmoeten in Oostende.
In De minzamen  (2021) gaat Peeters op zoek naar minzame mensen, tegelijk slaat deze roman de brug naar De mensengenezer.
Met dichter Bart Janssen zette hij diverse projecten op rond beeldend kunstenaars en literatuur: Stijn Streuvels in 2016 en 2017, Watou – De bomen  in 2019 en schilder Stefaan Vermuyten in 2020-2021.